# فیلیپ پائولی
فیلیپ پائولی (انگلیسی: Philippe Paoli؛ زادهٔ ۳ ژانویهٔ ۱۹۹۵) بازیکن فوتبال اهل لبنان است.
از باشگاه‌هایی که در آن بازی کرده‌است می‌توان به باشگاه فوتبال کلن، باشگاه فوتبال المپیک لیون، و باشگاه راسینگ بیروت اشاره کرد.
وی همچنین در تیم‌های ملی فوتبال زیر ۲۳ سال لبنان، و لبنان بازی کرده‌است.